# 三(三甲基硅基甲基)镱
三(三甲基硅基甲基)镱是一种有机镱化合物，化学式为[(CH3)3SiCH2]3Yb。它常以四氢呋喃配合物的形式存在。它的双(四氢呋喃)合物可由三氯化镱和三甲基硅基甲基锂反应得到，有机锂过量时形成]Yb[CH2Si(CH3)3]4−。它的四氢呋喃合物和12-冠-4在戊烷中反应，可以得到12-冠-4配合物。